# Louis Hayes
Louis Hayes (født 31. maj 1937 i Detroit, Michigan, USA) er en amerikansk jazz trommeslager.
Hayes er mest kendt som trommeslager med Cannonball Adderley´s kvintet og Horace Silver´s Kvintet op igennem 1960´erne.
Han har også spillet med Oscar Peterson , Freddie Hubbard , Dexter Gordon , Joe Henderson , Woody Shaw , John Coltrane , McCoy Tyner , Hank Mobley og Cecil Taylor etc.
Han spiller i hardbop stil , og citerer Jo Jones og Philly Joe Jones som sine inspirationer.
Hayes Har lavet en lang række solo plader i eget navn. 

## Udvalgt diskografi
- Louis Hayes Quintet
- Breath Of Life
- The Real thing
- The Crawl
- Una Max
- Night Fall
- Louis At Large
- The Candy Man

som sideman:
- In San Francisco – Cannonball Adderley
- Sextet in New York – Cannonball Adderley
- Lush Life – John Coltrane
- Blowin the Blues Away – Horace Silver
- The Kicker – Joe Henderson
- Uptown/Dowtown – McCoy Tyner